# Steve Riddick
Steven Earl « Steve » Riddick (né le 18 septembre 1951 à Newport News en Virginie) est un athlète américain, spécialiste du 100 mètres.

## Biographie
Riddick réalise la meilleure performance mondiale de l'année 1975 sur 100 m en courant en 10 s 05 lors du Meeting de Zurich. Ce jour-là, il bat les meilleurs spécialistes de la distance, comme Steve Williams, Valeriy Borzov, ou encore Pietro Mennea.
Aux Jeux olympiques de Montréal en 1976, il est éliminé en demi-finale du 100 m, essentiellement à cause d'un départ catastrophique. Sur le relais 4 × 100 mètres, il remporte la médaille d'or en 38 s 33 avec ses coéquipiers John Wesley Jones, Millard Hampton et Harvey Glance. 
En 1977, durant la Coupe du monde à Düsseldorf, il participe au relais 4 × 100 m américain qui bat le record du monde en 38 s 03.
Une fois sa carrière terminée, il deviendra entraîneur de sprinteurs renommés. Il sera notamment l'entraîneur de son compatriote Tim Montgomery. La presque totalité des sprinteurs et sprinteuses qu'il a entraînés a été convaincue de dopage.

## Palmarès
- Jeux olympiques de 1976 à Montréal :
  -  Médaille d'or du relais 4 × 100 mètres